# Alan Clyne
Pour les articles homonymes, voir Clyne.
Alan Clyne, né le 25 juillet 1986 à Inverness (Écosse), est un joueur professionnel de squash représentant l'Écosse. Il atteint en novembre 2017 la 24e place mondiale sur le circuit international, son meilleur classement.
Il est champion d'Écosse à dix reprises et compte des succès significatifs sur des joueurs comme Peter Nicol et John White. Il se retire en octobre 2022 après l'US Open.
Il est marié depuis le 14 juillet 2018 avec la joueuse américaine Olivia Blatchford.

## Palmarès

### Titres
- Wimbledon Club Open : 2017
- Championnats d'Écosse : 10 titres (2008, 2010, 2012, 2014-2020[5])

### Finales
- Open de Pittsburgh : 2015